# Menasalbas (ort)
Menasalbas är en ort i Spanien.   Den ligger i provinsen Toledo och regionen Kastilien-La Mancha, i den centrala delen av landet, 100 km sydväst om huvudstaden Madrid. Menasalbas ligger 709 meter över havet och antalet invånare är 2 978.
Terrängen runt Menasalbas är huvudsakligen platt, men åt sydost är den kuperad. Runt Menasalbas är det glesbefolkat, med 10 invånare per kvadratkilometer. Närmaste större samhälle är Navahermosa, 15,9 km väster om Menasalbas. Omgivningarna runt Menasalbas är i huvudsak ett öppet busklandskap.